# 小田垣旋
小田垣 旋（おだがき めぐる、1997年5月23日 - ）は、大阪府出身のプロサッカー選手。ポジションはミッドフィルダー。

## 来歴
ガンバ大阪のジュニアユースとユースを経て、2016年1月にドイツレギオナルリーガ（4部）のアレマニア・アーヘンのU-19チームに加入。翌2016-17シーズンにトップチームへ昇格し、それ以降はFCヴィクトリア08アルノルトシュヴァイラー、SVシュトラーレン、SVベルギッシュ・グラートバッハ09といったレギオナルリーガおよびオーバーリーガ（5部）のクラブを渡り歩いた。
2021年9月8日、ガイナーレ鳥取に加入。2022年10月、練習中に左膝を負傷し全治10ヶ月の重傷、同年シーズン終了後、契約満了により鳥取を退団。
2023年は怪我の治療に専念。無所属のまま、同年12月13日に開催されたJリーグ合同トライアウトに出場した。
2024年から沖縄SVに加入。同年シーズン終了後、契約満了により沖縄SVを退団。
2025年からオーストリアレギオナルリーガ（3部）のファヴォリトナーACへ移籍。

## 所属クラブ
- 富田林常盤FC
- EXE’90FCJr
- 2010年 - 2013年  ガンバ大阪ジュニアユース
- 2013年 - 2015年  ガンバ大阪ユース
- 2016年1月 - 2017年7月  アレマニア・アーヘン
  - 2016年1月 - 2017年7月  アレマニア・アーヘンU-19
- 2017年7月 - 2018年7月  FCヴィクトリア08アルノルトシュヴァイラー（ドイツ語版）
- 2018年7月 - 2020年7月  SVシュトラーレン
- 2020年7月 - 2021年7月  SVベルギッシュ・グラートバッハ09（英語版）
- 2021年9月 - 2022年  ガイナーレ鳥取
- 2024年  沖縄SV
- 2025年 -  ファヴォリトナーAC（英語版）

## 個人成績
| 国内大会個人成績 | 国内大会個人成績 | 国内大会個人成績 | 国内大会個人成績 | 国内大会個人成績 | 国内大会個人成績 | 国内大会個人成績 | 国内大会個人成績 | 国内大会個人成績 | 国内大会個人成績 | 国内大会個人成績 | 国内大会個人成績 |
| 年度             | クラブ           | 背番号           | リーグ           | リーグ戦         | リーグ戦         | リーグ杯         | リーグ杯         | オープン杯       | オープン杯       | 期間通算         | 期間通算         |
| 年度             | クラブ           | 背番号           | リーグ           | 出場             | 得点             | 出場             | 得点             | 出場             | 得点             | 出場             | 得点             |
| 日本             | 日本             | 日本             | 日本             | リーグ戦         | リーグ戦         | リーグ杯         | リーグ杯         | 天皇杯           | 天皇杯           | 期間通算         | 期間通算         |
| ---------------- | ---------------- | ---------------- | ---------------- | ---------------- | ---------------- | ---------------- | ---------------- | ---------------- | ---------------- | ---------------- | ---------------- |
| 2021             | 鳥取             | 27               | J3               | 7                | 0                | -                | -                | -                | -                | 7                | 0                |
| 2022             | 鳥取             | 27               | J3               | 6                | 1                | -                | -                | 0                | 0                | 6                | 1                |
| 2024             | 沖縄             | 33               | JFL              | 27               | 2                | -                | -                | 1                | 0                | 28               | 2                |
| 通算             | 日本             | 日本             | J3               | 13               | 1                | -                | -                | 0                | 0                | 13               | 1                |
| 通算             | 日本             | 日本             | JFL              | 27               | 2                | -                | -                | 1                | 0                | 28               | 2                |
| 総通算           | 総通算           | 総通算           | 総通算           | 40               | 3                | -                | -                | 1                | 0                | 41               | 3                |

- Jリーグ初出場 - 2021年9月11日 J3第18節 FC岐阜戦 (岐阜メモリアルセンター長良川競技場)
- Jリーグ初得点 - 2022年8月14日 J3第20節 愛媛FC戦 (ニンジニアスタジアム)